# Rak anaplastyczny tarczycy
Rak anaplastyczny tarczycy (ATC) (łac. carcinoma anaplasticum glandulae thyroideae) – rodzaj raka tarczycy, należącego do raków niezróżnicowanych, charakteryzującego się szybkim wzrostem i wysoką śmiertelnością. Wywodzi się z komórek pęcherzykowych tarczycy i dotyczy on ok. 5% przypadków wszystkich nowotwórów złośliwych gruczołu tarczowego.

## Patomorfologia

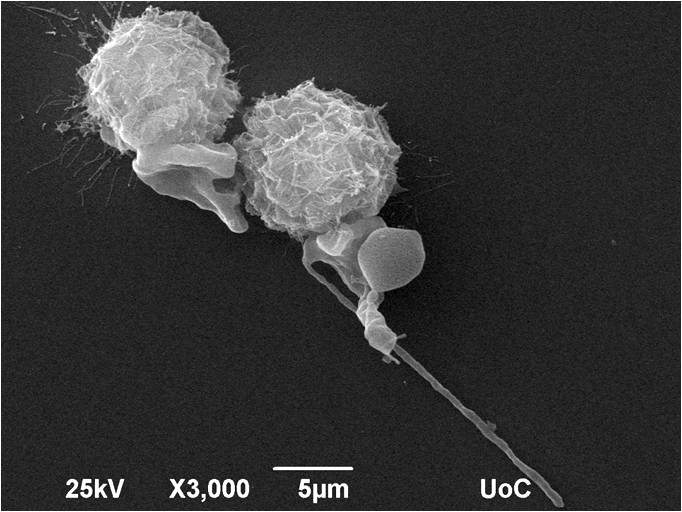
Komórki raka anaplastycznego tarczycy

Rak anaplastyczny może rozwijać się z niskozróżnicowanego raka tarczycy lub ze zróżnicowanego raka tarczycy – raka pęcehrzykowego lub raka brodawkowatego. Oba typy mogą także współistnieć w danym guzie. Rak anaplastyczny posada te same mutacje, co raki pierwotne, z których powstał. Nie posiada jednak komórek pęcherzykowych. Za podtyp raka anaplastycznego uznaje się także raka płaskonabłonkowego tarczycy.
Makroskopowo są to najczęściej masy znacznych rozmiarów, gwałtownie powiększających się z szybką ekspansją poza torebkę tarczycy. 
Mikroskopowo wyróżnia się dwa typy komórek: polimorficzne komórki olbrzymie oraz komórki wrzecionowate. Mogą one występować oddzielnie lub tworząc tzw. zmiany mieszane, będące połączeniem obu typów. Zarówno komórki nowotworowe występujące tylko w jednym typie, jak i zmiany mieszane mogą współistnieć z ogniskiem komórek dobrze zróżnicowanego raka tarczycy.

## Patogeneza
Czynniki etiologiczne są takie same jak w przypadku innych typów raka tarczycy i należą do nich m.in. czynniki genetyczne – mutacje w szlakach genowych, niedobór jodu w diecie (choć dotyczy głównie raka pęcherzykowego), czynniki środowiskowe, głównie narażenie na promieniowanie jonizujące. Do potencjalnych przyczyn raka anaplastycznego zalicza się podobnie, jak w przypadku raków zróżnicowanych (rak pęcherzykowy i rak brodawkowaty) mutacje w obrębie PIK3CA lub RAS. W przypadku raka anaplastycznego sa one zdecydowanie bardziej nasilone. Za charakterystyczną przyczynę prowadzącą jedynie do rozwoju raka anaplastycznego uważa się całkowitą supresję szlaku molekularnego TP53, co prawdopodobnie odpowiada za agresywny przebieg tego nowotworu.

## Epidemiologia
Najczęściej chorują osoby w wieku ok. 65 lat. Wiek osób, które zachorowały na raka anaplastycznego, jest średnio wyższy niż osób u których zdiagnozowano inny typ raka tarczycy. Szacuje się, że ok. 25% pacjentów, u których wykryto raka anaplastycznego wczesniej okreslanego jako dobrze zróznicowany. U takiej samej procentowej ilości pacjentów współwystępują komórki raka anaplastycznego i raka dobrze zróznicowanego.

## Obraz kliniczny
Cechą charakterystyczną, odróżniającą rak anaplastyczny od innych rodzajów raka tarczycy, jest występowanie duszności i bólu w obrębie szyji jako pierwszych objawów. Następuje także szybki wzrost guza, wczesne, rozległe naciekanie struktur sąsiednich i powstanie przerzutów odległych, najczęściej do płuc, kości i mózgu. W klasyfikacji TNM zawsze jest klasyfikowany jest jako IV stopień, z pominięciem stopni I-III. Ze względu na zaawansowanie kliniczne wyróżnia się 3 typy:
- stopień IVa – komórki rakowe obecne tylko w tarczycy,
- stopień IVb – naciek miejscowy, komórki rakowe znajdują się poza tarczycą, nie przekraczają jednak szyi,
- stopień IVc – obecność przerzutów odległych[1].

## Diagnostyka
Do metod diagnostycznych należą:
- USG tarczycy

Obraz USG raka anaplastycznego tarczycy

- badanie histopatologiczne wycinka tkanki
- BACC
- badania laboratoryjne, jak np. stężenie kalcytoniny – do różnicowania z rakiem rdzeniastym, lub stężenie tyreoglobuliny[1][2].

## Leczenie
Z uwagi na bardzo szybką, agresywną progresję choroby nowotwór ten jest najczęściej diagnozowany w stadium nieresekcyjnym – usunięcia narządu nie zaleca się z powodu naciekania struktur miejscowych oraz przerzutów odległych. Ponieważ komórki nowotworowe nie charakteryzują się wychwytem jodu, wykluczone jest leczenie izotopem o masie 131. W przypadku obecności mutacji V600E w genie BRAF leczeniem z wyboru jest dabrafenib skojarzony z trametinibem. Gdy natomiast nie stwierdza się wspomnianej wcześniej mutacji, stosuje się leczenie złożone z taksanów oraz doksorubicyny. Skuteczność chemioterapii ocenia się jednak jako niewielką. Wyniki teleradioterapii nie są trwałe. Po tyreoidektomii wykonanej z powodu raka anaplastycznego (metoda ta nie jest szeroko stosowaną i nie należy do leczenia z wyboru) stosuje się jedynie uzupełnianie niedoborów hormonów tarczycowych, nie ma konieczności prowadzenia terapii supresyjnej. Po rozpoznaniu przerzutów do kości można wdrożyć terapię bisfosfonianami oraz denosumabem.

## Rokowanie
Rozpoznanie raka anaplastycznego określa się jako złe, a obecne metody leczenie nie uchodzą za skuteczne. Śmiertelność wynosi prawie 100%. Większość chorych umiera w czasie poniżej 6–12 miesięcy od momentu zdiagnozowania, a według innych szacunków do zgonu dochodzi w czasie do ok. 2 lat z powodu przerzutów odległych. Zgon często spowodowany jest przez uduszenie, spowodowane dużymi rozmiarami guza, uniemożliwiającymi oddychanie, lub na skutek uszkodzeń przez ekspansję miejscową ważnych życiowo struktur.